# Roucourt, Nord
 Roucourt  là một xã ở tỉnh Nord ở miền bắc nước Pháp. Xã này có diện tích 3,19 km², dân số năm 1999 là 369 người. Xã nằm ở khu vực có độ cao trung bình 33 mét trên mực nước biển. 